# TIME WAITS FOR NO ONE
『TIME WAITS FOR NO ONE』（タイム・ウェイツ・フォー・ノー・ワン）は、日本のバンド、WAGの5枚目のシングル。

## 概要・解説
- テレビ東京系『PROJECT ARMS』オープニング・テーマ及び1枚目のアルバム「WAG」からのシングル・カット。
- 表題曲について、柳田圭祐は「僕の中ではすごく、「上を向いて歩こう!!」っていう感じなので、嫌なことがあって落ち込んだ時などに最適」と、平山裕司は「今までのWAGとまた違った疾走系になっています」とコメントしている[1]。

## 収録曲
1. TIME WAITS FOR NO ONE
  - 作詞：WAG　作曲：WAG・徳永暁人　編曲：徳永暁人
2. I'm a fool
  - 作詞・作曲・編曲：WAG
3. KISS ME AGAIN
  - 作詞・作曲・編曲：WAG
4. TIME WAITS FOR NO ONE (instrumental)
  - 作曲：WAG・徳永暁人　編曲：徳永暁人